# Alkmund (biskup Winchesteru)
Alkmund  (Alhmund, Ealhmund; żył na przełomie VIII i IX wieku) – średniowieczny biskup Winchesteru.
Informacje o biskupie Alkmunie są bardzo skromne: wiadomo, że został wyświęcony na biskupa między 801 a 803, a zmarł między 805 a 814 rokiem. Od ok. 802 do ok. 809 pełnił funkcję biskupa diecezji Winchester. Później zastąpił go biskup Withen.